# 胡安·莫拉莱斯
胡安·莫拉莱斯（西班牙語：Juan Morales，1948年7月12日—），古巴男子田径运动员。他曾代表古巴参加1968年和1972年夏季奥林匹克运动会田径比赛，其中1968年奥运会获得一枚银牌。